# Cyrtandra yaeyamae
Cyrtandra yaeyamae là một loài thực vật có hoa trong họ Tai voi. Loài này được Ohwi mô tả khoa học đầu tiên năm 1937.